# Anders Nilsen
Pour les articles homonymes, voir Nilsen.
 (octobre 2018).
Anders Nilsen, né en 1973 dans le New Hampshire, est un artiste américain surtout connu comme auteur de bande dessinée.

## Biographie
Nilsen a grandi à Minneapolis et vit à Chicago. Il travaille depuis plusieurs années sur la série Big Questions pour laquelle il a reçu le prix de la Fondation Xeric en 2000. Il est également double lauréat du prix Ignatz du meilleur roman graphique (2007 et 2012).
Il fait partie du groupe de bédéastes basé à Chicago : The Holy Consumption.
Ami de l'autrice et musicienne Geneviève Castrée, décédée précocement en 2016, il achève son ouvrage pour enfant Une bulle, qui paraît en 2018 chez La Pastèque.

## Œuvres publiées

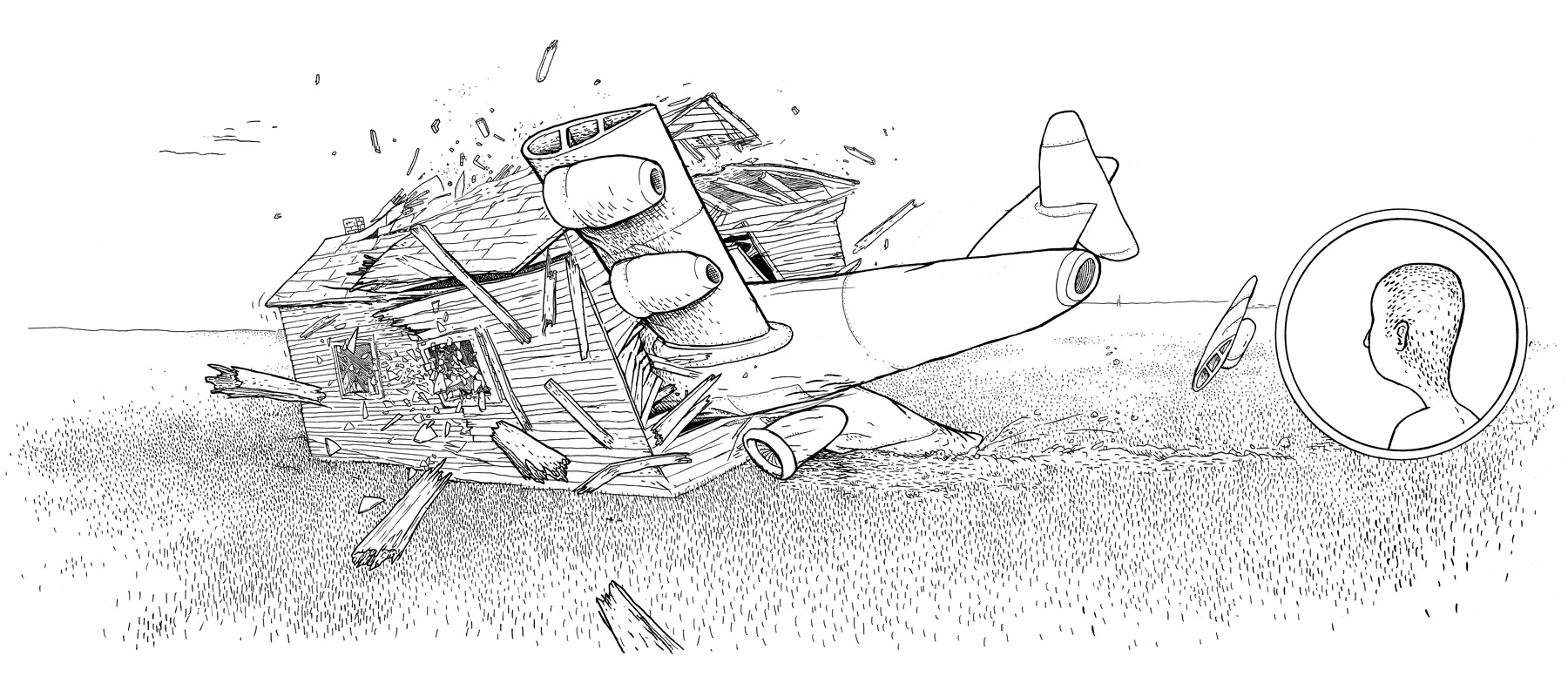
Un dessin issu de Big Questions, p. 270.

- Dogs and Water, Drawn and Quarterly, 2004  (ISBN 1-897299-08-7). 
(fr) Des chiens, de l'eau, Actes Sud, 2005  (ISBN 2742758569).
- Monologues for the Coming Plague, Fantagraphics, 2006  (ISBN 978-1-56097-718-6)
- Don't go where I can't follow, Drawn and Quarterly, 2006  (ISBN 1-897299-14-1)
- The End, Fantagraphics Books, Coconino Press, 2007  (ISBN 978-1-56097-814-5).
(fr) Fin, Atrabile, 2015  (ISBN 9782889230372). Sélection officielle du Festival d'Angoulême 2016.
- Monologues for Calculating the Destiny of Black Holes, Fantagraphics, 2009  (ISBN 9781560979807).
- Big Questions, Drawn and Quarterly, 2011  (ISBN 978-1770460478)
(fr) Big Questions, L'Association, 2012  (ISBN 9782844144607).
- Rage of Poseidon, Drawn and Quarterly, 2013  (ISBN 9781770461284).
(fr) La Colère de Poséidon, Atrabile, 2018  (ISBN 9782889230655).
- God and the Devil at War in the Garden, auto-édition, 2015.
- Poetry is Useless, Drawn & Quarterly, 2015  (ISBN 9781770462076).
- A Walk in Eden, Drawn & Quarterly, 2016  (ISBN 9781770462663).
- In Your Next Life You Will Be Together With All of Your Friends', No Miracles Press, 2021  (ISBN 9780999220238).
- (fr) Grand Canyon, L'Association, coll. « Patte de mouche » n° 86, 2021  (ISBN 9782844148308).
- Tongues, Pantheon Books, 2025  (ISBN 9781524747206).

## Distinctions
- 2000 : Prix Xeric pour Big Questions
- 2005 : Prix Ignatz de la meilleure histoire pour Des chiens, de l'eau
- 2007 : Prix Ignatz du meilleur roman graphique pour Don't Go Where I Can't Follow
- 2012 : Prix Ignatz du meilleur roman graphique pour Big Questions